# Пинес, Мейер Яковлевич
Мейер (Меер) Яковлевич Пинес (идиш מאיר פּינעס‎, фр. Meyer Isser Pines; 4 июля 1881, Могилёв — 1942 или 1943 ) — историк литературы на идише, литературовед, журналист, общественный деятель, купец 1-й гильдии. Один из основателей партии сионистов-социалистов в России. Отец Шломо Пинеса.

## Биография
Родился в Могилёве в обеспеченной семье Янкеля-Шмуила Меер-Изроилевича и Ципы-Мины Хаим-Симоновны Пинес. Учился в Талмуд-торе и иешиве в Ружанах. В 1900-1902 изучал в Бернском университете юридические науки и философию. В 1902-1905 учился в Сорбонне. В 1905 вернулся в Россию, активист Еврейской социалистической рабочей партии, Участник 7-го Сионистского конгресса (1905). Был кандидатом в депутаты от Гродненской губернии на выборах во 2-ю Государственную Думу.

Продолжил свою учёбу в Сорбонне (доктор литературы, 1910). В 1909 вернулся с семьёй в Россию, Сначала они жили в Риге , где Пинес был основателем газеты «Ди идише штиме». После эмиграции жил в Лондоне, а с 1921 — в Берлине, где участвовал в работе ОРТа и Еврейского эмиграционного общества.  

В 1941 попал в число лиц, отправленных при посредничестве правительства Турции в Советский Союз в обмен на находившихся там германских граждан. Погиб в сталинских лагерях.

## Книги
- Dr. Meyer Isser Pines. Histoire de la littérature Judéo-Allemande. Париж: Jouve  et Cis, 1911. — 578 стр.
- די געשיכטע פֿון דער ייִדישער ליטעראַטור (Меер Пинес, ди гешихтэ фун дэр идишер литератур — история еврейской литературы, до 1890 года, на идише). В 2-х тт. Типография Б. Шимина, 1912.[3]
- Die geschichte der jüdischdeutschen literatur. Лейпциг: G. Engel, 1913.
- Пинес М. Я. История еврейской литературы (на еврейско-немецком диалекте). Авторизованный пер. с немецк. С. С. Вермеля. М.: Универсальное книготоварищество Л. А. Столяр, типография Торгового дома «Мысль», 1913. Архивная копия от 6 августа 2014 на Wayback Machine